# Brno-Lesná
Brno Lesná – przystanek kolejowy w Brnie, w kraju południowomorawskim, w Czechach. Znajdują się tu 2 perony.